# Montret
Montret – miejscowość i gmina we Francji, w regionie Burgundia-Franche-Comté, w departamencie Saona i Loara.
Według danych na rok 1990 gminę zamieszkiwało 669 osób, a gęstość zaludnienia wynosiła 46 osób/km² (wśród 2044 gmin Burgundii Montret plasuje się na 357. miejscu pod względem liczby ludności, natomiast pod względem powierzchni na miejscu 668.).